# Четвинд-Толбот, Чарльз, 2-й граф Толбот
Чарльз Четвинд Четвинд-Талбот, 2-й граф Толбот, 2-й виконт Ингестре, 4-й барон Толбот (англ. Charles Chetwynd Chetwynd-Talbot, 2nd Earl Talbot; 25 апреля 1777 — 10 января 1849) — британский аристократ, политик и пэр. Занимал должность лорда-лейтенанта Ирландии в 1817—1821 годах. С 1784 по 1793 год он носил титул учтивости — виконт Ингестре.

## Биография
Чарльз Четвинд-Толбот родился 25 апреля 1777 года. Старший сын Джона Четвинда-Толбота, 1-го графа Толбота из Ингестре-Холла, и Шарлотты, графини Толбот, дочери Уиллса Хилла, 1-го маркиза Дауншира.
Когда в 1784 году Джон Четвинд-Толбот, отец Чарльза, получил титулы 1-го графа Толбота и 1-го виконта Ингестре, последний стал носить титул учтивости виконт Ингестре. Его отец также добавил Четвинд к своей фамилии в 1786 году.
19 мая 1793 года после смерти своего отца Чарльз Четвинд-Толбот унаследовал титулы 2-го графа Толбот, 2-го виконта Ингестре и 4-го барона Толбота.
В 1794 году 2-й граф Толбот поступил в колледж Крайст-черч в Оксфордском университете, который закончил в 1797 году со степенью магистра искусств. Он поручил архитектору Джону Нэшу отремонтировать Ингестре-Холл около 1800 года.
После получения образования лорд Толбот служил в британском посольстве в России под руководством лорда Чарльза Уитворта, став другом последнего. В 1803 году лорд Тобот организовал отряд добровольцев в графстве Стаффордшир против запланированного вторжения Наполеона. В 1812 году он был назначен лордом-лейтенантом графства Стаффордшир, эту должность он занимал до своей смерти. В 1813 году он был избран членом Лондонского королевского общества.
В 1817 году лорд Толбот был назначен лордом-лейтенантом (наместником) в Ирландии и стал членом Тайного Совета Великобритании. В знак признания его заслуг в развитии сельского хозяйства в Ирландии он получил в 1821 году Орден Святого Патрика от короля Георга IV, посетившего с визитом Ирландию. Однако растущее недовольство в Ирландии против администрации лорда Толбота вынудили премьер-министра, лорда Ливерпуля, в декабре 1821 года заменить его на лорда Уэлсли.
В 1833 году лорд Толбот должен был стать канцлером Оксфордского университета, но он отказался от этой должности в знак уважения к герцогу Веллингтону. Сторонник Роберта Пиля, он отказался от звания кавалера Ордена Святого Патрика и в 1844 году был награждён Орденом Подвязки. Лорд Толбот поддерживал отмену хлебных законов, будучи одним из первых пэров, который это сделал.

## Семья
28 августа 1800 года лорд Толбот был женат в Лондоне на Фрэнсис Томазин Ламберт (ум. 30 декабря 1819), дочери Чарльза Ламберта и Фрэнсис Даттон. У них было одиннадцать детей:
- Леди Фрэнсис Шарлотта Четвинд-Толбот (1801 — 4 октября 1823), муж — Уильям Легг, 4-й граф Дартмут (1784—1853)
- Достопочтенный Чарльз Томас Четвинд-Толбот, виконт Ингестре (11 июля 1802 — 23 мая 1826)
- Достопочтенный Генри Джон Четвинд-Толбот, виконт Ингестре, затем 3-й граф Толбот и 18-й граф Шрусбери (8 ноября 1803 — 4 июня 1868)
- Достопочтенный Артур Четвинд-Толбот (12 ноября 1805 — 13 января 1884), священник
- Достопочтенный Джон Четвинд-Толбот (31 мая 1806 — 26 мая 1852), судья и член Ассоциации Кентербери[англ.]. Отец Джона Гилберта Толбота[англ.][3].
- Леди Сесиль Четвинд-Толбот (17 апреля 1808 — 13 мая 1877), жена Джона Керра, 7-го маркиза Лотиана (1794—1841)
- Достопочтенный Джордж Густав Четвинд-Толбот (19 марта 1810 — 8 сентября 1896), священник
- Достопочтенный Уильям Уитворт Четвинд-Толбот (17 января 1814 — 3 июля 1888), священник
- Достопочтенный Гилберт Четвинд-Толбот (28 апреля 1816 — 13 декабря 1896), священник
- Достопочтенный Патрик Веллингтон Манверс Четвинд-Толбот (12 декабря 1817 — 23 сентября 1898), полковник
- Достопочтенный Джеральд Четвинд-Толбот (2 октября 1819 — 13 февраля 1885).

Леди Толбот скончалась в декабре 1819 года, менее чем через три месяца после рождения своего младшего сына. Лорд Толбот умер в своём доме, Ингестре-Холле, в январе 1849 года в возрасте 71 года. Ему наследовал его второй сын, Генри Джон Четвинд-Толбот, виконт Ингестре, ставший 3-м графом Толботом.